# Graue Holzeule

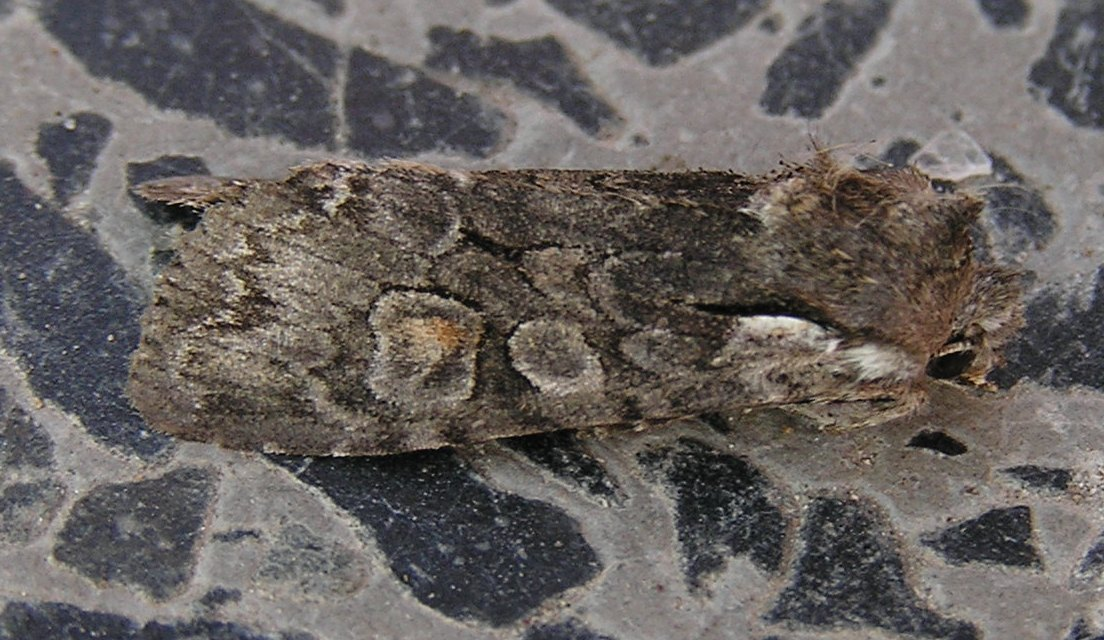
Falter in Tarnstellung

Die Graue Holzeule (Lithophane consocia) ist ein Schmetterling (Nachtfalter) aus der Familie der Eulenfalter (Noctuidae).

## Merkmale

### Falter
Die Flügelspannweite der Falter beträgt 43 bis 48 Millimeter. Die Farbe der Vorderflügeloberseite variiert von schiefergrau bis zu dunkelgrau. An der Flügelbasis hebt sich ein am Vorderrand beginnendes weißliches bis gelbliches Feld ab, das mittig von einer schwarzen Wurzelstrieme begrenzt wird. Ring- und Zapfenmakel sind hellgrau gefärbt. Die Nierenmakel ist meist rötlich braun gefüllt. Die schwarzbraune Wellenlinie ist weißlich angelegt. Die Hinterflügeloberseite ist zeichnungslos graubraun, die Fransen sind grauweiß. Der Saugrüssel ist gut entwickelt.

### Raupe und Puppe
Junge Raupen sind grün und zeigen weißliche  Längsstreifen, ausgewachsen nehmen sie eine graubraune bis graugelbe Farbe an. Rücken-, Nebenrücken- und Seitenlinien sind dann gelb oder ziegelrot gefärbt und schwarz unterbrochen. Die Punktwarzen sind gelblich und schwärzlich gesäumt, der Kopf ist schwarzbraun und gelb punktiert. Die Puppe zeigt einen zweispitzigen Kremaster, an dem sich einige Borsten befinden. Sie ruht in einem Gespinst in der Erde oder zwischen Blättern der Nahrungspflanze.

### Ähnliche Arten
- Die Braungraue Holzeule (Lithophane furcifera) ist im Gesamterscheinungsbild in der Regel dunkler und kontrastärmer gezeichnet.
- Bei der Gagelstrauch-Moor-Holzeule (Lithophane lamda) ist die schwarze Wurzelstrieme L-förmig gebogen.

## Verbreitung und Lebensraum

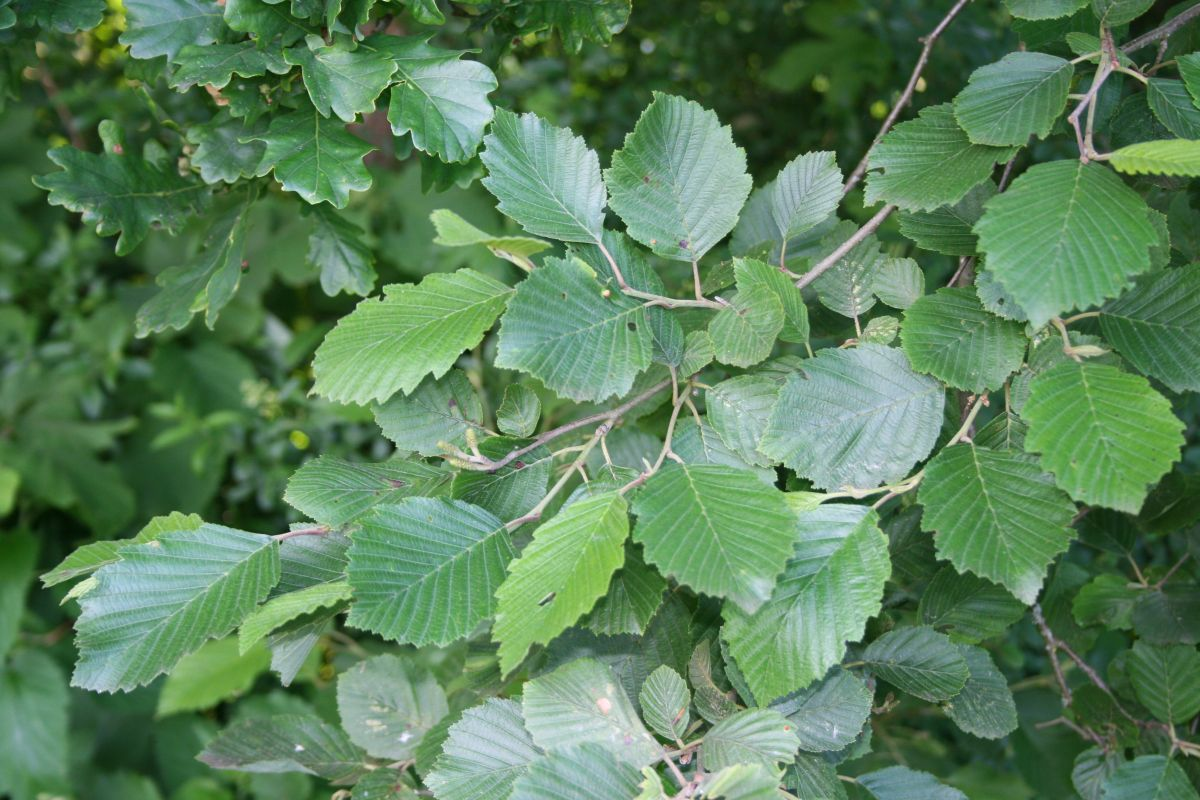
Blätter der Grau-Erle, einer bevorzugten Raupennahrungspflanze

Die Graue Holzeule kommt in Nord- und Mitteleuropa lokal vor. In Sibirien, Japan und Korea ist die Unterart Lithophane consocia grisea (Graeser, 1889) heimisch. Die Art kommt sowohl in offenen Tundra- und Taigagebieten, als auch in strauchigem Gelände, montanen Bachtälern, sumpfigen Wäldern und im Hügelland vor.

## Lebensweise
Die Falter fliegen in einer Generation von September bis November, überwintern und leben dann von März bis Mai des folgenden Jahres. Sie sind nachtaktiv und besuchen künstliche Lichtquellen und Köder. Auch wurden sie Baumsäfte trinkend oder an Blüten saugend beobachtet. Die Raupen leben überwiegend von Mai bis Juli. In Finnland ernähren sie sich ausschließlich, im übrigen Fennoskandinavien vorwiegend von den Blättern der Grau-Erle (Alnus incana). Zuweilen werden auch andere Erlenarten (Alnus) oder Haseln (Corylus) als Nahrung angenommen.